# DJ Isaac
DJ Isaac, artistnamn för Roel Schutrups, född 8 juni 1974 i Winschoten, är en nederländsk musikproducent och DJ inom elektronisk dansmusik. Han började inom hardcore techno och gabber, och fortsatte senare som en av pionjärerna inom hardstyle.
Bland Schutrups tidigare låtar finns debutsingeln Bad Dreams och en remix på 2 Live Crews Face Down, Ass Up. Schutrups har samarbetat med flera andra artister, bland andra DJ Zany och D-Block & S-te-Fan. Genom sitt samarbete med Alice DeeJay på albumet Who Needs Guitars Anyway?, där han var med och producerade fyra av låtarna, erhöll han platinaskiva 2000. Han har spelat på flera europeiska musikfestivaler för hårdare elektronisk dansmusik, som Defqon.1 och Qlimax.
2003 startade Schutrups sitt eget skivmärke, X-Rate Records.